# Serie D (calcio a 5)
La Serie D è il settimo livello del campionato italiano di calcio a 5 ed è organizzato dalla Lega Nazionale Dilettanti tramite i Comitati Regionali (per Piemonte e Valle d'Aosta è in comune) che delegano la gestioni ai comitati provinciali. Il numero di gironi varia da regione a regione.

## Promozione
Ogni comitato stabilisce il numero di promozioni in base ai gironi. Solitamente accedono alla Serie C2 le prime classificate di ogni girone più la vincitrice dei play-off regionali.

## Retrocessione
Essendo l'ultimo livello del campionato, non vi sono retrocessioni.

## Ufficiali di gara
Per ogni incontro è designato un solo arbitro dai rispettivi comitati regionali dell'Associazione Italiana Arbitri.